# Siège de Béjaïa (1326-1329)
Pour les articles homonymes, voir Siège de Béjaïa.
Campagne zianide d'unification du Maghreb central
Le siège de Béjaïa est une tentative majeure des Zianides de prendre la ville à leurs rivaux hafsides. Elle est menée de 1326 à 1329 par le sultan zianide Abû Tâshfîn.

## Contexte
Les sultans zianides mènent une politique d'expansion vers l'est, au détriment des Hafsides. Des sultans dissidents hafsides occupent les villes de Béjaïa et Constantine au début du XIVe siècle. L'assassinat d'Ibn Huluf, chef sanhadja qui sert de lieutenant au sultan de Béjaïa, par ordre du prétendant de Constantine, Abū Yahyā Abū Bakr, pousse les Sanhadja et Dawawida, alliés traditionnels de Béjaïa, à rallier les Zianides. En 1313, Abou Hammou prend et fortifie Azeffoun au cours de ses expéditions contre Béjaïa. Cette position retranchée sert de base à l'expédition de son successeur Abû Tâshfîn en 1326. Ce dernier monte sur le trône en 1319 et mène la même année un premier raid sur Béjaïa. Les attaques contre cette ville se répètent pratiquement chaque année au cours de campagnes militaires qui atteignent parfois Annaba et les confins de l'actuelle Tunisie.
Au gré des expéditions, Béjaïa est menacée par l'édification progressive de forts dans la vallée de la Soummam dont deux premiers forts, à deux jours de marche de la ville, bâtis par en 1321 au lieu-dit Hisn Bakr ou Hisn Taggar.
Le sultan zianide Abû Tâshfîn favorise les querelles chez ses ennemis : il alimente les divisions au sein des Hafsides en soutenant des prétendants fantoches et apporte son soutien aux tribus arabes révoltées. Il va même au cours de ses campagnes prendre momentanément Tunis en 1324-1325, mais sans réussir à faire tomber Béjaïa.

## Déroulement
En 1326, les Zianides établissent la forteresse de Temzezdekt à un jour de marche de Béjaïa. Son nom rappelle délibérément une ancienne citadelle zianide dans la région frontière d'Oujda. Cette forteresse peut contenir 3 000 hommes et marque le blocage des communications de la ville qui subit, en conséquence, la disette et reste coupée de tout renfort hafside en provenance de Constantine ou Tunis. Enfin, au moment le plus critique pour la cité assiégée, en 1329, Abû Tâshfîn fait construire une place forte à Al Yakuta, à l'embouchure de la Soummam.

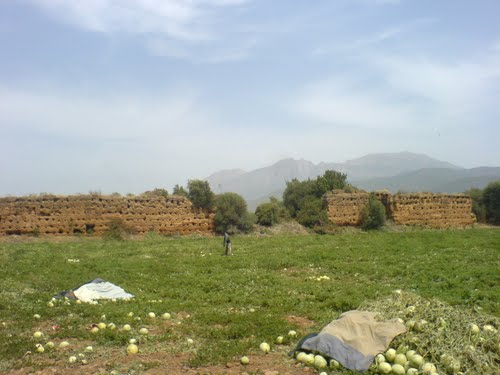
Vue d'ensemble de la citadelle zianide de Temzezdekt (commune d'El Kseur).
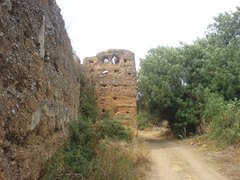
Détail des fortifications de la citadelle de Temzezdekt.

## Conséquences
Ces épisodes de sièges répétés poussent le sultan hafside Abū Yahyā Abū Bakr à conclure une alliance de revers avec le sultan mérinide Abu Al Hasan contre les Zianides dès 1329. Au printemps 1331, ce dernier lance une campagne sur Tlemcen pendant que les Hafsides de leur côté font détruire les places fortes zianides de la vallée de la Soummam.